# Francis Seymour-Conway (1er baron Conway)
Francis Seymour-Conway (28 mai 1679 – 3 février 1731/1732), est un homme politique britannique, né Francis Seymour. Il est titré 1er baron Conway.

## Éducation
Né Francis Seymour, il est le second fils d'Edward Seymour (4e baronnet), et de sa seconde épouse, Lætitia, fille de Alexandre Popham. Cette branche de la famille Seymour descend de Sir Edward Seymour, fils d'Edward Seymour (1er duc de Somerset) et de sa première épouse Catherine Filliol. Son neveu d'Edward Seymour (8e duc de Somerset) devient le 8e duc de Somerset en 1750. À la mort de son frère aîné Popham Seymour-Conway en 1699, François recueille la succession d'Edward Conway (1er comte de Conway), et prend la même année par le nom de Conway.

## Carrière politique
Il est élu député pour Bramber de 1701 à 1703 et siège avec les Tory. En 1703, il est élevé à la Pairie d'Angleterre en tant que baron Conway de Ragley, dans le Warwickshire, et, en 1712, il est créé baron Conway de Killultagh, dans le Comté d'Antrim, dans la Pairie d'Irlande. De 1728 à 1732 Lord Conway est Gouverneur de Carrickfergus et est admis au Conseil privé d'Irlande en 1728.

## Famille
Lord Conway épouse d'abord Mary, fille de Laurence Hyde (1er comte de Rochester), le 17 février 1703/1704. Ils ont quatre filles :
- Letitia Seymour-Conway (17 octobre 1704 – 1723)
- Mary Seymour-Conway (août 1705 – 1728), épouse de Nicolas de Price
- Henrietta Seymour-Conway (1706 – 10 mai 1771)
- Catherine Seymour-Conway (1708 – 14 juin 1737)

Après la mort de Lady Mary à Northwicke le 25 janvier 1708/1709, il épouse Jane Bowden, de Drogheda, la même année, avec qui il a deux enfants :
- Edward Seymour-Conway (d. 8 avril 1710)
- Jane Seymour-Conway (d. 5 mai 1749)

Après la mort de Jane à Sandywell, Gloucestershire, le 13 février 1715/1716, il épouse en troisièmes noces Charlotte, fille de John Shorter de Bybrook, Kent, en juillet 1716. Ils ont :
- Francis Seymour-Conway, 1er marquis de Hertford (1718-1794)
- Henry Seymour Conway (1721-1795), maréchal
- Charlotte Seymour-Conway (22 juillet 1717 – septembre 1717)
- George Augustus Seymour-Conway (b. août 1723), est mort en bas âge
- Arabella Seymour-Conway, morte jeune
- Anne Seymour-Conway (d. 24 mars 1774), épouse de John Harris , le 10 mars 1755
- Charles Seymour-Conway, mort jeune

Lord Conway est décédé en février 1732 à Lisburn, âgé de 52 ans, et est remplacé par son fils aîné issu de sa troisième épouse, Francis Seymour-Conway, qui est créé comte de Hertford en 1750 et Marquis d'Hertford en 1793. Lady Conway, décédée le 12 février 1733/1734.